# Demokratyczna Republika Konga na Mistrzostwach Świata w Lekkoatletyce 2022
Demokratyczna Republika Konga na Mistrzostwach Świata w Lekkoatletyce 2022 – reprezentacja Demokratycznej Republiki Konga podczas mistrzostw świata w Eugene liczyła 1 zawodnika, który nie zdobył żadnego medalu.

## Skład reprezentacji

### Mężczyźni
| Zawodnik     | Konkurencja   | Preeliminacje | Preeliminacje | Eliminacje | Eliminacje | Półfinał | Półfinał | Finał | Finał   | Źródło      |
| Zawodnik     | Konkurencja   | Wynik         | Pozycja       | Wynik      | Pozycja    | Wynik    | Pozycja  | Wynik | Pozycja | Źródło      |
| ------------ | ------------- | ------------- | ------------- | ---------- | ---------- | -------- | -------- | ----- | ------- | ----------- |
| L. T. Muteba | bieg na 100 m | 10,64         | 7. Q          | 10,60      | 50.        | NQ       | NQ       | NQ    | NQ      | [ 1 ] [ 2 ] |